# Nancy Lopez
Pour les articles homonymes, voir Lopez.
Nancy Lopez, née le 6 janvier 1957 à Torrance en Californie, est une golfeuse américaine. Elle est devenue membre de la LPGA Tour en 1977, circuit sur lequel elle a remporté 48 victoires dont à trois reprises le championnat LPGA. Elle est également membre du World Golf Hall of Fame.

## Biographie
Née de parents mexicain à Torrance en Californie, elle commence le golf à huit ans lorsque son père lui offre son premier jeu de clubs. Dès l'année suivante, elle remporte ses premiers tournois dans sa catégorie d'âge et à douze ans, elle remporte le tournoi amateur du Nouveau Mexique. en 1972 et 1974, elle remporte le  U.S. Girls' Junior Championship. Lors de cette dernière année, elle intègre l'université de Tulsa. Elle fait également ses débuts dans un tournoi du grand chelem, participant à l'US Open, tournoi dont elle termine à la 18e place.
En 1975, toujours amateur, elle partage la deuxième place de ce même tournoi derrière Sandra Palmer.
C'est après son année de sophomore qu'elle passe professionnelle. Lors de son premier US Open disputé en tant que professionnelle, elle y termine pour la deuxième fois de sa carrière à la deuxième place. Puis, elle obtient son droit d'entrée pour le LGPA Tour en terminant troisième du tournoi de qualification. Elle dispute ses premiers tournois sur le circuit de la LPGA Tour lors de la fin de saison de celui-ci. Sur les six tournois disputés, elle termine à deux reprises en deuxième position.
Pour sa première saison complète sur le circuit de la LPGA Tour, elle remporte neuf victoires, dont cinq tournois de rang. Elle remporte également son premier titre majeur sur le circuit lors du LPGA Championship. Sa saison se solde par le titre de rookie of the year, mais également par le titre de Player of the Year et le Vare Trophy, trophée récompensant la golfeuse avec la moyenne de score la plus basse sur l'ensemble de la saison. Le cumul de ces trois titres lors de la même saison n'avait jamais été réalisé jusqu'alors, et n'a depuis jamais été réalisé à nouveau. Elle est également distinguée par le titre de sportive de l'année par l'agence de presse américaine Associated Press.
La saison suivante, elle remporte huit nouveaux titres et remporte de nouveau les titres de Player of the year et le Vare Trophy. Elle continue à remporter des titres les années suivantes, trois en 1980, de nouveau trois l'année suivante et deux en 1982. Lors de la saison 1981, elle remporte le Colgate Dinah Shore, qui deviendra plus tard un tournoi majeur sous le nom de Kraft Nabisco Championship.
Les deux années suivantes, elle n'effectue que des saisons partielles, en raison de la naissance de son premier enfant. Cela ne l'empêche toutefois pas de compléter son palmarès par quatre nouveaux titres, deux par saison.
Lors de son retour à une saison complète, en 1985, elle remporte cinq nouveaux titres, dont sa deuxième victoire dans un Majeur avec le LPGA Championship, cinq places de seconde et cinq troisièmes places, ce qui la reconduit à la première place du classement des gains, obtenant de nouveau le titre de Player of the Year et le Ware Trophy. Elle est de nouveau distinguée du titre de sportive de l'année Associated Press.
La saison suivante est la première année où elle ne remporte aucun titre sur le circuit. Ce fait trouve son explication dans le fait qu'elle ne dispute que six tournois. Sa saison est en effet écourtée en raison de la grossesse qui la voit donner le jour à son deuxième enfant.
De retour à la compétition, elle remporte deux titres en 1987. Cette même année, elle remplit les dernières conditions imposées par le LPGA Tour, en particulier une présence de dix années sur le circuit, pour intégrer le World Golf Hall of Fame. Elle est, à l'époque, la plus jeune joueuse, avec 30 ans, à intégrer celui-ci. Elle a depuis été dépassée par Karrie Webb puis par Se Ri Pak. La saison 1988 la voit remporter trois tournois et son quatrième titre de Player of the Year, et de nouveau trois en 1989, année où elle remporte son troisième titre majeur, le troisième lors du LPGA Championship.
La décennie suivante est moins prolifique en titre. Celle-ci commence toutefois par une année 1990 terminée par une victoire et une huitième place au classement des gains, mais également marquée par son franchissement de la barre symbolique des 3 000 000 de dollars de gains en carrière, ce qui n'avait été réalisé qu'à une seule reprise auparavant. Elle ne remporte que six tournois, dont le dernier sur le circuit en 1997 lors de sa quarantième année. Cette année 1997 est la dernière où elle termine dans le Top 10, à la neuvième place, au classement des gains. Cependant, durant cette période, elle met au monde sa troisième fille, en 1991, et subit de nombreuses blessures dont une opération de la vésicule biliaire en mai 1999. Cela ne l'empêche pas de participer en 1990 à la première édition de la Solheim Cup, compétition par équipe disputée entre les États-Unis et l'Europe. Au cours de celle-ci, elle remporte deux victoires pour 1 défaite. En 2005, elle a l'honneur d'être la capitaine de l'équipe américaine dans cette même compétition, édition qui voit son équipe triompher de l'équipe européenne sur le score de 15,5 à 12,5.
Elle s'est retirée des parcours de la LPGA Tour en 2002. En 2007, elle tenta un retour sur le circuit mais celui-ci ne fut pas concluant : elle dispute six tournois mais ne réussit pas à franchir le cut.